# Litsea morotaiensis
Litsea morotaiensis är en lagerväxtart som beskrevs av André Joseph Guillaume Henri Kostermans. Litsea morotaiensis ingår i släktet Litsea och familjen lagerväxter. Inga underarter finns listade i Catalogue of Life.